# 교린 대학
교린 대학(일본어: 杏林大学, Kyorin University)은 일본의 사립 대학이다. 대학 본부는 도쿄도 미타카시에 있다.

## 학부
- 미타카 캠퍼스( 도쿄도 미타카시):본부
  - 의학부
- 이노카시라 캠퍼스( 도쿄도 미타카시)
  - 보건학부
  - 종합정책학부
  - 외국어학부
- 대학원
- 하치오지 캠퍼스( 도쿄도 하치오지시)